# Atractus gaigeae
Atractus gaigeae — вид змій родини полозових (Colubridae). Ендемік Еквадору. Вид названий на честь американської герпетологині Хелени Томпсон Гейдж.

## Поширення і екологія
Atractus gaigeae мешкають в центральному Еквадорі на схід від Анд. Вони живуть у вологих рівнинних тропічних лісах Амазонії, на висоті від 200 до 600 м над рівнем моря.